# Emanuele Sella
Emanuele Sella (født 9. januar 1981) er en italiensk tidligere professionel cykelrytter. Han er mest kendt for sine 4 etapesejre i Giro d'Italia (1 i 2004 og 3 i 2008).
Den 5. august 2008 blev det offentliggjort at Sella er blevet testet positiv for doping.